# Canton de Montsûrs
Le canton de Montsûrs est une ancienne division administrative française située dans le département de la Mayenne et la région Pays de la Loire.

## Géographie
Ce canton était organisé autour de Montsûrs dans l'arrondissement de Laval. Son altitude variait de 62 m (Saint-Céneré) à 151 m (Montourtier) pour une altitude moyenne de 110 m.

## Représentation

### Conseillers généraux de 1833 à 2015
| Période | Période      | Identité                            | Étiquette              | Qualité |
| ------- | ------------ | ----------------------------------- | ---------------------- | --- |
| 1833    | 1842         | René Chauveau-Ruchonnière           |                        | Fabricant, maire de Montsûrs |
| 1842    | 1848         | Baron Paul Boudet                   | Conservateur           | Avocat au barreau de Paris en 1821, conseiller d'État le 12 mai 1839, député (1834-1849), sénateur (1865-1870), ministre de l'Intérieur (1863-1865)                                                                                      |
| 1848    | 1852         | Georges César d'Ozouville           |                        | Propriétaire, maire de Montigné-le-Brillant |
| 1852    | 1871         | Baron Paul Boudet                   | Conservateur           | Conseiller d'État, député , sénateur, ministre |
| 1871    | 1892 (décès) | Baron Charles Théophile de Plazanet | Conservateur royaliste | Colonel en 1875, mis à la retraite en 1881, député (1885-1892), maire de Saint-Céneré |
| 1892    | 1898         | Georges Gamard                      | Conservateur royaliste | Propriétaire à Deux-Évailles, notaire (1882-1893), député (1892-1898), conseiller municipal du 2e arrondissement de Paris (1881-1893) |
| 1898    | 1904 (décès) | Jean Baptiste François Vétillard    | Républicain            | Propriétaire, maire de Montsûrs |
| 1904    | 1910         | Paul Eugêne Provost                 | Républicain            | Négociant, maire de Montsûrs |
| 1910    | 1940         | Léon Bouëssé (1862-1946)            | Républicain-URD        | Chaufournier, propriétaire, clerc de notaire. Son fils Maurice Bouëssé, adjoint au maire de Montsûrs, conseiller d'arrondissement, nommé membre de la Commission administrative départementale en 1941, conseiller départemental en 1943 |
|         |              |                                     |                        | |
| 1945    | 1970 (décès) | René Bailly (1902-1970)             | Rad. puis MRP          | Agriculteur, maire de Brée |
| 1970    | 1982         | Roger Buard                         | DVG puis PS            | Maréchal-expert à Saint-Céneré |
| 1982    | 2001         | Jean-Michel Faguer                  | RPR                    | Gérant de société, maire de Soulgé-sur-Ouette (1995-2014) |
| 2001    | 2015         | Jean-Noël Ravé                      | DVD                    | Chef d'entreprise, maire de Montsûrs depuis 2001 |

### Conseillers d'arrondissement (de 1833 à 1940)
| Période                                  | Période          | Identité                            | Étiquette            | Qualité |
| ---------------------------------------- | ---------------- | ----------------------------------- | -------------------- | --- |
| 1833                                     | 1842             | Joseph Courteille                   |                      | Propriétaire à Montsûrs                                                                                     |
| 1842                                     | 1871             | Alexandre-Victor Allouel            |                      | Juge d'instruction à Laval                                                                                  |
| 1871                                     | 1874             | M. Maudet                           |                      | Notaire, maire de Soulgé-le-Bruant                                                                          |
| 1874                                     | 1892             | Firmin Joseph Chaudet (1838-1898)   |                      | Notaire, conseiller municipal de Montsûrs                                                                   |
| 1892                                     | 1901             | Léon Bouëssé (1862-1946)            | Conservateur         | Chaufournier, propriétaire, adjoint au maire de Montsûrs                                                    |
| 1901                                     | 1904 (démission) | Paul Provost                        |                      | Marchand de vin, adjoint au maire de Montsûrs                                                               |
| 1904                                     | 1910             | Léon Bouëssé                        | Conservateur         | Chaufournier, propriétaire, adjoint au maire de Montsûrs                                                    |
| 1910                                     | 1938 (décès)     | Michel-François Housset (1881-1938) | Républicain (droite) | Négociant en bois à Montsûrs, maire de Montourtier                                                          |
| 1938                                     | 1940             | Michel Housset (fils du précédent)  | Républicain          | Avocat à la cour d'appel de Paris, maire de Montourtier                                                     |
| 1940                                     |                  |                                     |                      | Les conseils d'arrondissement ont été suspendus par la loi du 12 octobre 1940 et n'ont jamais été réactivés |
| Les données manquantes sont à compléter. |                  |                                     |                      | |

Source : Répertoire numérique des annuaires administratifs de la Mayenne. https://archives.lamayenne.fr/archives-en-ligne/ead.html?id=FRAD053_2NUM242&c=FRAD053_2NUM242_e0000017&qid=

Le canton participait à l'élection du député de la première circonscription de la Mayenne.

## Composition
Le canton de Montsûrs groupait neuf communes et comptait 5 613 habitants (population municipale 2012).
| Communes               | Population (2012) | Code postal | Code Insee |
| ---------------------- | ----------------- | ----------- | ---------- |
| Brée                   | 541               | 53150       | 53043      |
| La Chapelle-Rainsouin  | 420               | 53150       | 53059      |
| Deux-Évailles          | 208               | 53150       | 53092      |
| Gesnes                 | 232               | 53150       | 53105      |
| Montourtier            | 332               | 53150       | 53159      |
| Montsûrs               | 3 314             | 53150       | 53161      |
| Saint-Céneré           | 490               | 53150       | 53205      |
| Saint-Ouën-des-Vallons | 198               | 53150       | 53244      |
| Soulgé-sur-Ouette      | 1 098             | 53210       | 53262      |

À la suite du redécoupage des cantons pour 2015, les communes de Brée, Deux-Évailles, Montourtier, Montsûrs et Saint-Ouën-des-Vallons sont rattachées au canton d'Évron, la commune de Soulgé-sur-Ouette à celui de L'Huisserie et les communes de La Chapelle-Rainsouin, Gesnes et Saint-Céneré à celui de Meslay-du-Maine.

### Anciennes communes
La commune de Nuillé-sur-Ouette, associée le 1er janvier 1973 à Soulgé-le-Bruant (la commune prenant alors le nom de Soulgé-sur-Ouette), puis définitivement absorbée le 1er juillet 1980, était la seule commune supprimée, depuis la création des communes sous la Révolution, incluse dans le territoire  du canton de Montsûrs.

## Démographie
| 1962  | 1968  | 1975  | 1982  | 1990  | 1999  | 2006  | 2011  | 2012  |
| ----- | ----- | ----- | ----- | ----- | ----- | ----- | ----- | ----- |
| 4 786 | 4 782 | 4 864 | 5 016 | 4 883 | 4 947 | 5 288 | 5 599 | 5 613 |